# Bianca Hagenbeek
Bianca Hagenbeek (Leusden, 16 mei 1967) is een Nederlandse televisiepersoonlijkheid. Ze is de winnares van het tweede Nederlandse seizoen van het televisieprogramma Big Brother.

## Biografie
Hagenbeek groeide op in Amersfoort. Voordat Hagenbeek landelijk bekend werd heeft zij na haar middelbare school veel gereisd. Op haar reizen heeft ze in diverse restaurants in binnen- en buitenland gewerkt, en ook als kok op een duikboot in Australië. Ze werkte vijf jaar bij de Marine, en drie jaar bij Philips Groningen als secretaresse.

## Big Brother
In 2000 was zij de winnares van het televisieprogramma Big Brother 2, waarin zij zeer open was over haar biseksualiteit. Dat leverde haar een stroom brieven en e-mails op van vooral jonge meiden die haar om raad vroegen.
Met het geld van haar overwinning zette zij daarom een digitaal magazine op ‘LetsBeOpen’, dat zich richt op op lesbische en biseksuele meiden. Hagenbeek is ook organisator van ‘Flirtation feesten’ en uitgever van het ‘LEV’ magazine. Flirtation is een women-only feest dat 4 keer per jaar wordt georganiseerd met steevast 1x per jaar een strandeditie waar meer dan 2500 vrouwen op af komen. LEV is een magazine dat staat voor Live Extraordinary Vibes, met als rode draad opnieuw de vrouwenliefde.
Hagenbeek was tevens een seizoen lang te zien als kokkin voor ‘snel en makkelijk’ in Life & Cooking op RTL 4 (2002/2003).